# Alsterbro glasbruk
Alsterbro glasbruk var ett glasbruk i Alsterbro som var verksamt 1871–1969.
Glasbruket grundades 1871 av kompanjonerna Johan Björkman och Johan August Carlsson och redan samma år kunde produktionen starta. Under första tiden var tillverkningen inriktad mot buteljer. Ganska snart försämrades dock konjunkturerna och Johan Björkman lämnade kompanjonskapet. Efter att en tid varit utarrenderat såldes bruket 1880 till Reinhold Viktor Scheutz som inriktade produktionen mot tillverkning av hushållsglas. Scheutz, som själv var glasblåsare och tidigare grundat Boda glasbruk, överlät Alsterbro på sina tre söner Abdon, Linus och Carl Wilhelm. Linus Scheutz avled ung och Abdon Scheutz sålde 1895 sin andel i glasbruket, varvid endast Carl Wilhelm Scheutz kvarstod som ägare. År 1903 såldes Alsterbro till De Svenska Kristallglasbruken. Carl Wilhelm Scheutz stannade dock kvar som disponent till 1907. Efter nedgång i början av 1920-talet återhämtade sig glasbruket under 1930-talet, som kom att bli en glansperiod för bruket. Under 1940- och 1950-talen gick glasbruket åter sämre. För att förbättra resultatet anlitade bruket glaskonstnären Tom Möller som formgivare. Sedan Lindshammars glasbruk köpt upp Alsterbro blåstes glas som formgavs av Gunnar Ander, Gösta Sigvard och Christer Sjögren.
I likhet med många andra glasbruk var marken runt Alsterbro glasbruk svårt förorenad av bland annat bly och arsenik. Under 2021 sanerades marken vid bruket under ledning av Sveriges geologiska undersökning inom ramen för det så kallade Glasbruksprojektet.